# Регулус Блек
Регулус Блек (1961-1979) е брат на Сириус Блек и герой от книгите за Хари Потър.
Регулус, още от малък се увличал по черните изкуства и след завършването на Хогуортс става смъртожаден. По-късно обаче, той решава, че иска да прекрати връзките си с Черния лорд и решава да унищожи един от неговите хоркрукси – този в пещерата, където Волдемор е измъчвал децата, докато още е бил малко момче. Той тръгва с домашния дух Крийчър, с когото винаги е бил близък, изпива омагьосаната отвара и бива завлечен под водата от инферийте. Крийчър подменя истинския медалъон с фалшивия по заръка на Регулус и се магипортира. Самият Регулус стои зад инициалите Р.А.Б.